# Global Ties U.S.
Il Global Ties U.S., precedentemente nota come National Council for International Visitors (Consiglio Nazionale per gli Ospiti Internazionali, NCIV), è un'organizzazione apartitica e senza scopo di lucro regolata dall'articolo 501 (c) (3) del codice civile degli Stati Uniti. Fu fondata nel 1961 per promuovere l'eccellenza nella diplomazia cittadina, intesa come impegno civico dei cittadini medi in rappresentanza di un Paese o di una causa per il bene comune. 
Il Global Ties U.S. ha sede a Washington. I membri statunitensi includono organizzazioni internazionali, agenzie nazionali per la programmazione e più di 90 organizzazioni comunitarie distribuite in tutto il territorio statunitense. Essi si occupano di progettare e attuare programmi professionali, organizzare attività culturali e opportunità di vitto e alloggio in qualche casa-famiglia per gli specialisti e gli studiosi stranieri, che partecipano a programmi di scambio accademico-professionale, come l'International Visitor Leadership Program. Più di un terzo dei membri della comunità è composto da volontari.

## Storia
A partire dal dopoguerra, l'International Visitor Program (IVP) ha portato ogni anno un numero crescente di visitatori stranieri negli Stati Uniti. Il Dipartimento di Stato degli Stati Uniti decise di delegare la gestione degli aspetti logistici del programma ad organizzazioni private, quali l'Institute of International Education (IIE) e il Governmental Affairs Institute (GAI). Queste agenzie nazionali per la gestione di programmi federali (NPA), finanziate dal Dipartimento di Stato, avrebbero dovuto collaborare con una rete di centri volontari e distribuiti a livello locale per organizzare un percorso per gli ospiti in arrivo.
Emersero subito problemi di scarsa comunicazione, coordinamento e allocazione ottimale dei fondi pubblici, che, dopo vari incontri e discussioni, l'11 febbraio 1957 portarono alla nascita del Council for Community Services to International Visitors (ICCSIV, Consiglio per i Servizi Comunitari dei Visitatori Stranieri), allo scopo di aiutare a sostenere la crescita dell'IVP e delle sue organizzazioni locali. 
Nel 2001, il senatore Arlen Spectre (R-PA) propose la candidatura di Global Ties U.S. (allora NCIV) e della rete di volontariato per il Premio Nobel per la pace.

## Il nome
Il 30 novembre 1960, i membri dell'ICCSIV decisero di istituire il Consiglio nazionale per i servizi della comunità ai visitatori internazionali (NCCSIV), come primo passo verso la creazione di un'organizzazione ufficiale.
Ad aprile del 1961, l'NCCSIV adottò l'acronimo di COSERV, e, quattro anni più tardi, fu ufficialmente costituita come organizzazione senza scopo di lucro. 
Il 1º ottobre 1979, il COSERV modificò il suo nome in Consiglio nazionale dei visitatori internazionali (NCIV), per rispecchiare il proprio ruolo centrale di coordinamento fra i CIV e le altre agenzie di programmazione dell'International Visitor Leadership Program. 
 
Infine, nel 2014, il nome ufficiale divenne Global Ties U.S.

## Citizen Diplomat Award
Ogni anno, Global Ties U.S. assegna il Citizen Diplomat Award a un individuo o ad un'istituzione "per i risultati eccezionali [conseguiti] nel promuovere la causa della comprensione internazionale e dell'impegno globale". Segue la lista dei premiati col Citizen Diplomat Award:
| Anno | Assegnatario                                           | Titolo |
| ---- | ------------------------------------------------------ | --- |
| 2018 | Mohamed Amin Ahmed                                     | Founder of Average Mohamed Archiviato il 24 febbraio 2018 in Internet Archive. |
| 2017 | Clifton L. Taulbert                                    | CEO della The Freemount Corporation |
| 2016 | Seth Goldman                                           | Co-fondatore e amministratore delegato emerito di Honest Tea |
| 2015 | Richard C. Morais                                      | autore del volume The Hundred-Foot Journey |
| 2014 | Taharka Brothers Ice Cream Company and De La Sol Haiti | Imprenditori sociali |
| 2013 | Dr. Aaron Shirley                                      | Fondatore del programma HealthConnect a Jackson, nel Mississippi, presidente del direttivo della Jackson Medical Mall Foundation e co-fondatore del Jackson Hinds Comprehensive Health Center |
| 2009 | Rick Steves                                            | Autore e fondatore di Europe Through the Back Door |
| 2008 | Garth Fagan                                            | Founder e direttore artistico di Garth Fagan Dance |
| 2007 | Keith Reinhard                                         | Fondatore e presidente di Business for Diplomatic Action |
| 2000 | Richard Stanley                                        | Fondatore e amministratore delegato della Stanley Foundation |
| 1993 | Maya Angelou                                           | Poeta e attivista |
| 1990 | John Richardson, Jr.                                   | Assistente Segretario di Stato, membro del Bureau of Educational and Cultural Affairs fondatore dell'organizzazione United States Institute of Peace                                          |
| 1987 | J. William Fulbright                                   | Senatore (D-AR) |